# Erberto IV di Vermandois
Erberto IV di Vermandois (1028/1032 – 1080) fu conte di Vermandois dal 1045 e conte di Valois dal 1077 fino alla sua morte.

## Origine
Erberto, secondo il documento n° 30 del The cartulary and charters of Notre-Dame of Homblières era figlio del conte di Vermandois, Ottone I e di Pavia, i cui ascendenti erano sconosciuti.
Ottone I di Vermandois, secondo il documento n°16, datato 980, delle Chartes de l'abbaye de Montierender, era figlio del conte di Vermandois, Erberto III e secondo il documento n° 30 del The cartulary and charters of Notre-Dame of Homblières era figlio di Ermengarda, che secondo la Chronique de Saint-Bénigne era la figlia del conte Renard de Bar-sur-Seine.

## Biografia
L'anno della morte di suo padre, Ottone I, ci viene fornita dal documento n° 30 del The cartulary and charters of Notre-Dame of Homblières, che fu redatto dopo la morte di Ottone, nel 1045, mentre il giorno della morte di Ottone (Ob....Otto comes), ci viene confermato dal Obituaires de Sens Tome I.1, Abbaye de Saint-Denis, ed è il 25 maggio (VIII Kal Junii).
Erberto, essendo il figlio primogenito, gli succedette, come Erberto IV.
È citato in occasione della consacrazione di re Filippo I di Francia, avvenuta nel 1059.
Nel 1076, Erberto, con due documenti del Regestum veterum charta, fece una donazione alla chiesa di Saint-Prix.
Nel 1075, il re di Francia, Filippo I, aveva iniziato ad espropriare i possedimenti del giovane conte del Vexin e di Valois, Simone, che era fratello della moglie di Erberto, che per due anni, cercò di resistere, combattendo, ma nel 1077, dopo essere stato privato del Vexin, Simone, dovette chiedere la pace, e si ritirò a vita monastica, lasciando la contea di Valois alla sorella, Adelaide del Vexin ed a Erberto.
Erberto IV morì nel 1180 e gli succedette il figlio maschio, Oddone I detto l’Insensé, che secondo il De Genere Comitum Flandrensium, Notæ Parisienses era (Odoni fatuo) sciocco.

## Matrimonio e discendenza
Erberto, come risulta dagli Acta Sanctorum, September, tomus VIII, aveva sposato Adelaide del Vexin, che secondo la Chronica Albrici Monachi Trium Fontium, era figlia di Rodolfo IV del Vexin e di Adele di Bar-sur-Aube. Nel 1077, assieme ad Erberto divenne contessa di Valois, dopo che il fratello, Simone, aveva ceduto il Vexin a Filippo I di Francia. Erberto IV da Adelaide ebbe due figli:
- Oddone (1060 circa † dopo 1085) detto l'Insensato che sposò Edvige, figlia di un militare del Vermandois[10], divenendo signore di Saint-Simon per matrimonio e fu l'ultimo esponente maschile carolingio dei conti di Vermandois;
- Adelaide (1062-1122), contessa di Vermandois e Valois, sposata nel 1080 a Ugo I di Vermandois (1057-1102)[10], figlio di Enrico I di Francia e Anna di Kiev[10].

## Ascendenza
|                             |   |                         | Genitori               |  |  | Nonni |  |  | Bisnonni                |  |  | Trisnonni                |  |
|                             |   |                         |                        |  |  |       |  |  | Alberto I di Vermandois |  |  | Erberto II di Vermandois |  |
|                             |   |                         |                        |  |  |       |  |  | Alberto I di Vermandois |  |  | Erberto II di Vermandois |  |
|                             |   | Adele di Neustria       |                        |  |  |       |  |  | Alberto I di Vermandois |  |  |                          |  |
| Erberto III di Vermandois   |   |                         |                        |  |  |       |  |  | Alberto I di Vermandois |  |  |                          |  |
|                             |   | Gerberga di Lorena      | Gilberto di Lotaringia |  |  |       |  |  |                         |  |  |                          |  |
|                             |   | Gerberga di Lorena      | Gilberto di Lotaringia |  |  |       |  |  |                         |  |  |                          |  |
|                             |   | Gerberga di Lorena      | Gerberga di Sassonia   |  |  |       |  |  |                         |  |  |                          |  |
| Ottone I di Vermandois      |   | Gerberga di Lorena      |                        |  |  |       |  |  |                         |  |  |                          |  |
|                             |   | Renard de Bar-sur-Seine | …                      |  |  |       |  |  |                         |  |  |                          |  |
|                             |   | Renard de Bar-sur-Seine | …                      |  |  |       |  |  |                         |  |  |                          |  |
|                             |   | Renard de Bar-sur-Seine | …                      |  |  |       |  |  |                         |  |  |                          |  |
| Ermengarde de Bar-sur-Seine |   | Renard de Bar-sur-Seine |                        |  |  |       |  |  |                         |  |  |                          |  |
|                             |   | …                       | …                      |  |  |       |  |  |                         |  |  |                          |  |
|                             |   | …                       | …                      |  |  |       |  |  |                         |  |  |                          |  |
|                             |   | …                       | …                      |  |  |       |  |  |                         |  |  |                          |  |
| Erberto IV di Vermandois    |   | …                       |                        |  |  |       |  |  |                         |  |  |                          |  |
|                             | … | …                       |                        |  |  |       |  |  |                         |  |  |                          |  |
|                             | … | …                       |                        |  |  |       |  |  |                         |  |  |                          |  |
|                             | … | …                       |                        |  |  |       |  |  |                         |  |  |                          |  |
| …                           | … |                         |                        |  |  |       |  |  |                         |  |  |                          |  |
|                             |   | …                       | …                      |  |  |       |  |  |                         |  |  |                          |  |
|                             |   | …                       | …                      |  |  |       |  |  |                         |  |  |                          |  |
|                             |   | …                       | …                      |  |  |       |  |  |                         |  |  |                          |  |
| Pavia                       |   | …                       |                        |  |  |       |  |  |                         |  |  |                          |  |
|                             |   | …                       | …                      |  |  |       |  |  |                         |  |  |                          |  |
|                             |   | …                       | …                      |  |  |       |  |  |                         |  |  |                          |  |
|                             |   | …                       | …                      |  |  |       |  |  |                         |  |  |                          |  |
| …                           |   | …                       |                        |  |  |       |  |  |                         |  |  |                          |  |
|                             |   | …                       | …                      |  |  |       |  |  |                         |  |  |                          |  |
|                             |   | …                       | …                      |  |  |       |  |  |                         |  |  |                          |  |
|                             |   | …                       | …                      |  |  |       |  |  |                         |  |  |                          |  |
|                             |   | …                       |                        |  |  |       |  |  |                         |  |  |                          |  |

### Fonti primarie
- (LA)  Monumenta Germaniae Historica, Scriptores, tomus XIII.
- (LA)  Monumenta Germaniae Historica, Scriptores, tomus XXIII.
- (LA)  Obituaires de la province de Sens. Tome 1,Partie 1.
- (LA)  Chronique de Saint-Bénigne.
- (LA)  Collection des principaux cartulaires du diocèse de Troyes, Chartes de l'abbaye de Montierender.
- (LA)  The cartulary and charters of Notre-Dame of Homblières.
- (LA)  Acta Sanctorum, September, tomus VIII.
- (LA)  Augusta Viromanduorum vindicata et illustrata (Regestum veterum charta).

### Letteratura storiografica
- Louis Halphen, La Francianell'XI secolo, in «Storia del mondo medievale»,cap. XXIV, vol. II, 1999, pp. 770–806
- Christian Settipani, La Préhistoire des Capétiens (Nouvelle histoire généalogique de l'auguste maison de France, vol. 1), éd. Patrick van Kerrebrouck, 1993